# Aleksander Milski
Aleksander Nałęcz Milski (ur. 1862 lub 1863 we Lwowie, zm. 26 marca 1919 pod Lwowem) – polski dziennikarz, działacz społeczny.

## Życiorys
Aleksander Nałęcz Milski urodził się w 1862 lub w 1863 we Lwowie. W 1881 ukończył VIII klasę i zdał egzamin dojrzałości w C. K. Gimnazjum im. Franciszka Józefa we Lwowie (w jego klasie był m.in. Tadeusz Wrześniowski). Ukończył studia na Wydziale Prawa Uniwersytetu Lwowskiego. Podczas studiów był działaczem Czytelni Akademickiej i członkiem wydziału tejże.
Został dziennikarzem. Od 1885 przez lata pracował w „Dzienniku Polskim”, najpierw jako współpracownik, a potem jako współwłaściciel i współwydawca. Przez 25 lub 30 lat był redaktorem i właścicielem dwutygodnika „Śmigus” o charakterze satyryczno-humorystycznym, który uchodził za najlepiej redagowany w swoim dziale prasy i został uznany najpoczytniejszym periodykiem w tej dziedzinie na obszarze Galicji Wschodniej. Był współzałożycielem i przez 25 lat działaczem Towarzystwa Dziennikarzy Polskich we Lwowie, wieloletnim skarbnikiem, a potem także prezesem. Był oddany rozwojowi tej instytucji i w tym zakresie współdziałał z żoną.
Założył Fundację Aleksandra i Bożeny Milskich oraz przytulisko dla starców i niezdolnych do pracy ludzi kultury i sztuki wyznania rzymskokatolickiego.
W trakcie wojny polsko-ukraińskiej poniósł śmierć 26 marca 1919 pod Lwowem podczas bombardowania miasta przez Ukraińców. Na podwórze jego domu wpadł wtedy granat, który eksplodował. Chcąc ocenić wyrządzone szkody Milski wyszedł w to miejsce i wtedy został trafiony następnym granatem w głowę, odnosząc obrażenia, w wyniku których zmarł 1,5 godz. później. Został pochowany na Cmentarzu Łyczakowskim we Lwowie.